# أرباسيوس

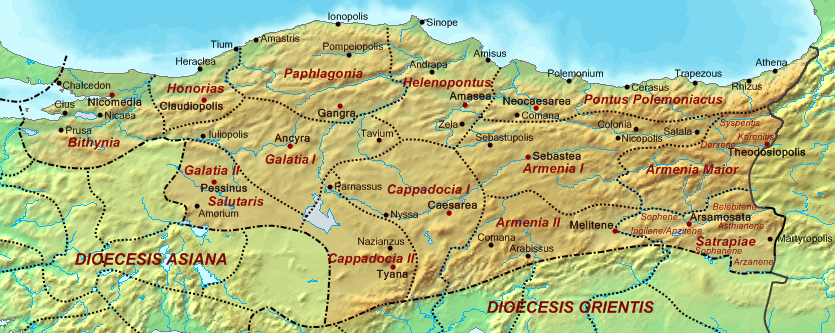

 أرباسيوس ((باليونانية: Αραβισσóς)‏) كانت بلدة في مقاطعة أرمينيا سكوندا الرومانية. ولد الإمبراطور البيزنطي موريكيوس فيها في عام 539 م.